# Rối loạn phân ly tập thể

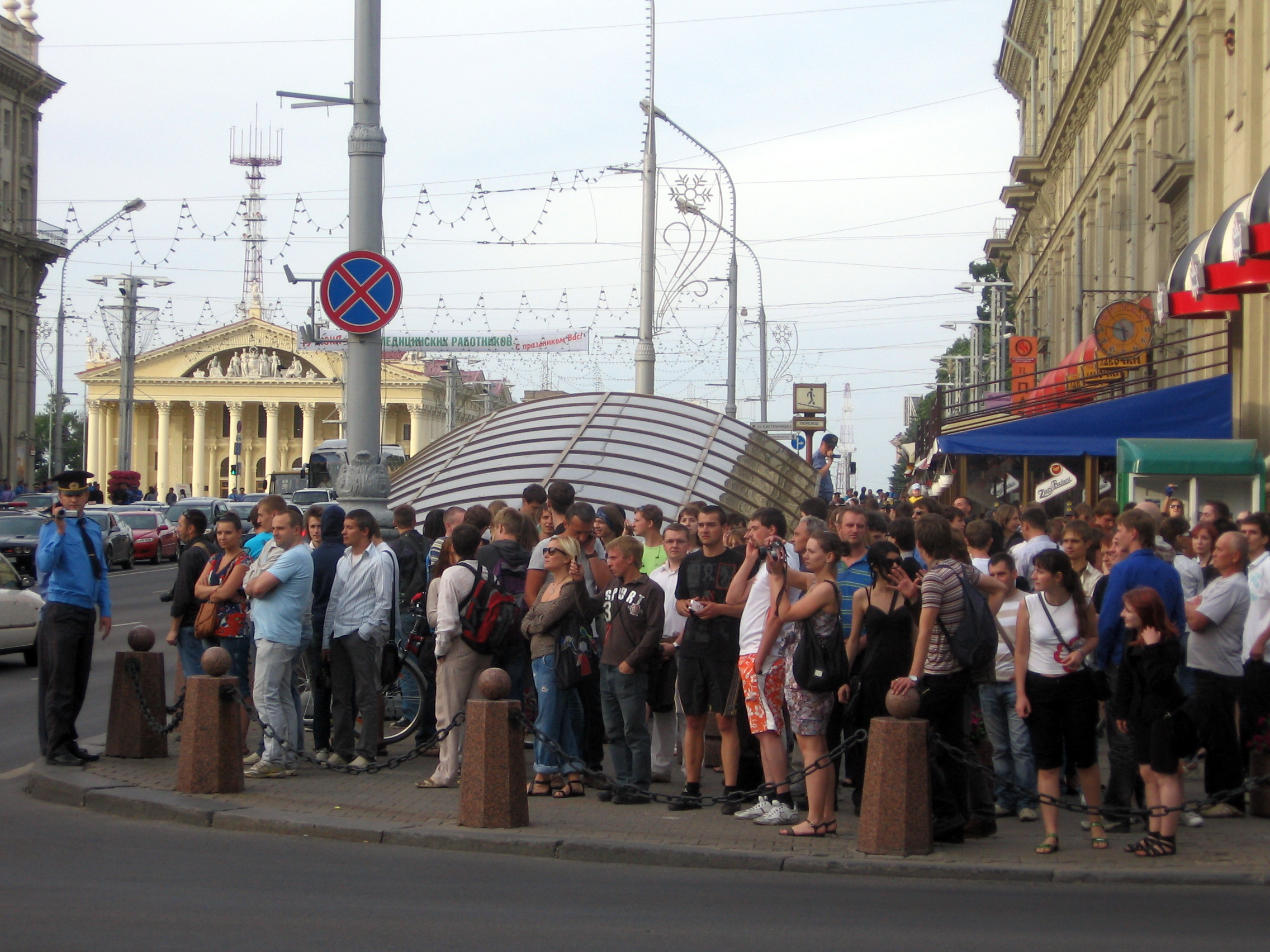
Hình ảnh các sĩ quan cảnh sát ghi lại những hành động kỳ lạ của một nhóm người (một người ở bên trái, người thứ hai ở lan can của lối ra tàu điện ngầm ở biển báo).

Rối loạn phân ly tập thể (Mass psychogenic illness) hay còn gọi là Loạn thần tập thể (Mass hysteria) là một chứng bệnh rối loạn phân ly được biểu hiện trong một tập thể, một hiện tượng lan truyền những ảo tưởng tập thể về các mối đe dọa, dù là thật hay ảo, thông qua một nhóm người trong xã hội do những tin đồn và sợ hãi. Đây là thuật ngữ trong xã hội học và tâm lý học. Trong y học, thuật ngữ này được sử dụng để mô tả sự biểu hiện tự phát (tạo ra các hóa chất trong cơ thể) của cùng một triệu chứng gây ảo giác hoặc tương tự trong một số đông người. Một dạng phổ biến của rối loạn phân ly tập thể xảy ra khi một nhóm người tin rằng họ đang mắc cùng một loại bệnh.

## Nguyên nhân
Căn nguyên của bệnh là những sang chấn tâm thần (căng thẳng tâm lý) đa dạng và phức tạp. Các sang chấn đó thường là những vấn đề mà cá nhân, tập thể không thể giải quyết được, không chịu đựng được, khiến cho mối quan hệ của cá nhân, tập thể đối với môi trường sinh hoạt hiện tại bị rối loạn. Nếu không được giải thích, giúp đỡ thì các triệu chứng tâm thần và cơ thể sẽ hình thành. con đường gây bệnh là "tự ám thị" và "bị ám thị". Số người có cùng môi trường sống, sinh hoạt, bị tác động tiêu cực của cùng một sang chấn tâm lý, kết hợp với một cá nhân đã từng có rối loạn phân ly từ trước sẽ gây ra phản ứng rối loạn phân ly dây chuyền. Một số người cho rằng đối tượng chủ yếu là nữ vì có thể là do cách những nạn nhân này xử lý stress theo kiểu xã hội hóa. Trong khi các chuyên gia chưa tìm ra nguyên nhân gây bệnh, cũng như các biện pháp điều trị hiệu quả, thì một số người cho rằng các bệnh nhân này nên được điều trị về tâm lý. 

## Ghi nhận

### Nữ tu kêu tiếng mèo (Pháp, thời Trung Cổ)
Một nữ tu của một tu viện tại Pháp không hiểu sao bắt đầu kêu như một con mèo, ngay sau đó dẫn đến các nữ tu khác trong tu viện cũng kêu theo. Cuối cùng tất cả các nữ tu cùng nhau kêu meo meo trong một khoảng thời gian nhất định mỗi ngày, khiến cho cộng đồng dân cư xung quanh kinh ngạc. Đến khi cảnh sát đe dọa sẽ đánh đập các nữ tu, việc này mới ngừng.

### Châu Âu (thế kỷ 15)
Một nữ tu trong một tu viện tại Đức bắt đầu cắn những nữ tu khác, và hành vi này lan truyền qua các tu viện khác ở Đức, lan đến Hà Lan và Italy.

### Dịch nhảy múa năm 1518
Dịch nhảy múa năm 1518 là trường hợp của hội chứng cuồng nhảy múa xảy ra ở Strasbourg, Alsace (lúc đó là một phần của Đế quốc La Mã Thần thánh) vào tháng 7 năm 1518. Nhiều người đã nhảy múa trong nhiều ngày không nghỉ. Trong khoảng một tháng, một số người đã chết vì nhồi máu cơ tim, tai biến mạch máu não hoặc kiệt sức.

### Nỗi sợ người Ireland năm 1688
Nỗi sợ người Ireland diễn ra tại Anh và một phần của Wales trong tháng 12 năm 1688 trong giai đoạn Cách mạng Vinh Quang. Các báo cáo sai rằng binh lính Ailen đang phóng hỏa tiêu diệt các thị trấn ở Anh đã gây ra sự hoảng sợ hàng loạt ở ít nhất mười chín hạt tại nước này, với hàng ngàn nam giới tự trang bị súng đạn để chuẩn bị chống lại các nhóm người Ireland không hề tồn tại trong thực tế.

### Würzburg (1749)
Hàng loạt nữ tu bắt đầu la hét, kêu gào và hôn mê trong một tu viện đã dẫn đến việc tử hình một nữ tu với cáo buộc là nữ phù thủy.

### Dịch bệnh rung tay tại Basel và Gross-tinz (1892,1904)
Bàn tay phải của một nữ sinh 10 tuổi tại Gross-tinz bị rung lắc, sau đó cả người nữ sinh này bị co giật, sau đó lây ra 19 học sinh khác. Cùng trong năm đó, một hiện tượng tương tự xảy ra với 20 học sinh tại Basel, Thụy Sĩ. 12 năm sau, cũng tại trường học này tại Basel đã xảy ra một hiện tượng tương tự, lần này với 27 học sinh. Chuyện kể về lần rung tay-co giật tập thể trước đó được coi là đóng vai trò đáng kể.

### Montreal (1894)
60 nữ tu tại một chủng viện đã đồng loạt trải qua các cơn động kinh, một số bị kéo dài đến 2 tháng.

### Bệnh rung người tại Meissen (1905-6)
Khoảng 237 học sinh tại Meissen bị rung người tập thể trong thời gian từ tháng 10 năm 1905 đến tháng 5 năm 1906.

### Halifax Slasher (1938)
Halifax Slasher (kẻ đâm người ở Halifax) là tên được đặt cho một kẻ tấn công cư dân, chủ yếu là phụ nữ, ở thị trấn Halifax, nước Anh vào tháng 11 năm 1938. Sự sợ hãi kéo dài một tuần bắt đầu sau khi hai phụ nữ tuyên bố đã bị một người đàn ông bí ẩn tấn công bởi với một cái rìu và hình "ổ khóa" trên giày. Sau đó có thêm báo cáo về các cuộc tấn công của một người đàn ông cầm một con dao hoặc một dao cạo. Tình hình trở nên nghiêm trọng đến nỗi Scotland Yard được gọi đến để hỗ trợ cảnh sát Halifax điều tra. Vào ngày 29 tháng 11, một trong số những nạn nhân bị tấn công đã thừa nhận rằng anh ta đã tự đâm chính mình. Những người khác cũng thừa nhận tương tự, và cuộc điều tra của Scotland Yard kết luận rằng không có cuộc tấn công nào là sự thật. Năm người dân địa phương sau đó đã bị buộc tội lừa dối chính quyền, và bốn người bị kết án tù.

### Bellevue, Louisiana (1939)
Một em gái bị co giật ở chân tại lễ hội múa thường niên ở lớp. Căn bệnh trở nên trầm trọng và lan truyền đến các bạn bè cùng lớp trong vài tuần sau đó.

### Dịch cười Tanganyika (1962)
Dịch cười Tanganyika bắt đầu vào ngày 30 tháng 1 năm 1962 tại một trường nội trú nữ ở Kashasha, Tanzania. Bắt đầu với ba nữ sinh, dịch cười lan truyền khắp nơi trong trường, ảnh hưởng đến 95 trong số 159 học sinh, tuổi từ 12-18. Triệu chứng kéo dài từ vài giờ đến 16 ngày đối với những học sinh bị ảnh hưởng. Các giáo viên không bị ảnh hưởng nhưng báo cáo rằng học sinh không thể tập trung vào bài học. Trường buộc phải đóng cửa vào ngày 18 tháng 3 năm 1962. Sau khi trường bị đóng cửa và các học sinh đã được đưa về nhà, dịch cười lan rộng đến Nshamba, ngôi làng địa phương của nhiều nữ sinh của trường này. Vào tháng 4 và tháng 5, có 217 người trong làng đã mắc dịch cười, hầu hết là trẻ em độ tuổi đi học và thanh thiếu niên. Trường Kashasha được mở cửa trở lại vào ngày 21 tháng 5, và được đóng cửa trở lại vào cuối tháng 6. Tháng 6, dịch cười đã lây lan đến trường trung học Ramashenye, gần Bukova, Tanzania, với 48 nữ sinh bị ảnh hưởng. Một dịch cười khác xảy ra ở Kanyangereka và hai trường học cho nam sinh gần đó đã bị đóng cửa.

### Dịch côn trùng tháng 6 năm 1962
Vụ dịch côn trùng tháng sáu là một ví dụ điển hình về rối loạn phân ly tập thể tràn lan. Vào năm 1962, một căn bệnh bí ẩn đã xảy ra tại một bộ phận may mặc của một nhà máy dệt tại Hoa Kỳ. Các triệu chứng bao gồm tê cứng, buồn nôn, chóng mặt, và nôn mửa. Tin đồn có một loại côn trùng trong nhà máy trên, có thể cắn người và làm cho người bị cắn phát triển các triệu chứng trên đã lây lan rất nhanh. Không lâu sau đó 62 người đã mắc bệnh này một cách bí ẩn, một số người đã nhập viện. Các phương tiện truyền thông báo cáo về vụ việc. Sau khi các bác sĩ của công ty và các chuyên gia từ Trung tâm Dịch bệnh Y tế Công cộng Hoa Kỳ nghiên cứu, kết luận rằng vụ việc là một trong những trường hợp của rối loạn phân ly tập thể. Trong khi các nhà nghiên cứu tin rằng một số bệnh nhân có bị côn trùng cắn, thì sự lo lắng có thể là nguyên nhân thực sự của các triệu chứng. Không có bằng chứng nào cho thấy có côn trùng cụ thể nào có thể gây ra các triệu chứng giống như bị cúm, và cũng không phải tất cả người bệnh đều có vết cắn.

### Welsh, Louisiana (1962)
Một trường học tại Welsh, Louisiana đe dọa theo dõi chặt chẽ các hoạt động tình dục của học sinh, và sau đó là tin đồn buộc các học sinh nữ phải khám thai bắt buộc, đã dẫn đến việc có 21 nữ sinh và 1 nam sinh lớp 6 đã bị động kinh tập thể và hàng loạt triệu chứng khác trong một quãng thời gian dài 6 tháng.

### Blackburn, Anh (1965)
Tháng 10 năm 1965 tại một trường học nữ sinh ở Blackburn, một số nữ sinh kêu bị chóng mặt. Một số ngất đi. Trong vòng hai giờ, 85 nữ sinh đã được xe cứu thương đưa đến bệnh viện gần đó sau khi ngất xỉu. Các triệu chứng bao gồm rên rỉ, nghiến răng, nôn mửa, và co cơ. Một phân tích y tế về sự kiện này khoảng một năm sau đó cho thấy sự bùng phát bắt đầu ở những nữ sinh 14 tuổi, nhưng tỷ lệ mắc nặng nhất đã chuyển đến nhóm tuổi trẻ nhất. Không có bằng chứng về nhiễm độc thực phẩm hoặc ô nhiễm không khí. Các nữ sinh ít tuổi hơn dễ bị mắc bệnh hơn, nhưng với các nữ sinh lớn tuổi hơn sự xáo trộn tâm lý là nghiêm trọng hơn và kéo dài lâu hơn. Sử dụng Bảng kiểm kê Nhân cách Eysenck, những người bị ảnh hưởng có điểm số cao hơn về tính hướng ngoại và chứng loạn thần kinh. Báo cáo cho rằng đây là một ca rối loạn phân ly tập thể, với một dịch sởi bùng phát trước đó đã làm tăng tính nhạy cảm của cộng đồng, và cuộc diễu hành dài 3 giờ với 20 trường hợp bị ngất đi trong ngày trước đó, đã dẫn đến dịch ngất ngày hôm sau.

### Mount Pleasant, Mississippi (1976)
Ban Giám hiệu của một trường học tại vùng này đã nghi ngờ có việc sử dụng ma túy trong trường sau khi có 15 học sinh ngã và quằn quại dưới đất, nhưng không tìm thấy ma túy nào và rối loạn phân ly tập thể được giả định là nguyên nhân. Vào thời điểm căng thẳng nhất, một phần ba trong số 900 học sinh của trường đã phải ở nhà vì sợ bị "lây bệnh".

### Malaysia (1970s–1980s)
Rối loạn phân ly tập thể xảy ra ở Malaysia từ những năm 1970 đến những năm 1980. Nó ảnh hưởng đến các nữ sinh ở độ tuổi đi học và phụ nữ trẻ làm việc trong các nhà máy. Người dân địa phương đã giải thích các vụ bùng phát này là do "ma quỷ" nhập vào các nữ sinh và phụ nữ trẻ.

### Sự cố Hollinwell (Nottinghamshire, Anh) năm 1980
Tháng 6 năm 1980, khoảng 300 người, chủ yếu là trẻ em, nhưng bao gồm cả người lớn và trẻ sơ sinh, đột nhiên bị buồn nôn, ngất tại chỗ và các triệu chứng khác. Cho đến nay, sự cố Hollinwell vẫn là một trong những ví dụ điển hình của rối loạn phân ly tập thể.

### Dịch ngất ở Bờ Tây năm 1983
Dịch ngất xảy ra tại Bờ Tây vào tháng 3 năm 1983 trong đó có 943 cô gái tuổi vị thành niên Palestine, phần lớn là các nữ sinh, và một số nhỏ nữ quân nhân IDF đã ngất đi hoặc than phiền về cảm giác buồn nôn ở Bờ Tây. Israel đã bị buộc tội sử dụng chiến tranh hóa học để triệt sản các phụ nữ ở Bờ Tây, trong khi các nguồn tin của IDF cho rằng chất độc đã được các chiến binh Palestine sử dụng để gây bất ổn, tuy nhiên các nhà điều tra kết luận rằng ngay cả khi có một số chất gây kích ứng môi trường lúc ban đầu, hàng loạt bệnh nhân là một trường hợp rối loạn phân ly tập thể. Kết luận này được hỗ trợ bởi một quan chức y tế Palestine, người nói rằng với 20% ca bệnh đầu tiên có thể là do hít phải một loại khí nào đó, 80% ca còn lại là do bất ổn tâm thần.

### San Diego, Hoa Kỳ (1988)
Hải quân Hoa Kỳ đã sơ tán 600 binh sĩ ra khỏi doanh trại; 119 người đã được gửi đến các bệnh viện ở San Diego với cùng một triệu chứng khó thở. Không tìm thấy bằng chứng về chất độc, ngộ độc thực phẩm, hoặc bất kỳ nguyên nhân nào khác.

### Bắc Carolina, Hoa Kỳ (2002)
Mười nữ sinh đã bị động kinh và các triệu chứng khác tại một trường trung học ở vùng nông thôn Bắc Carolina. Triệu chứng kéo dài trong 5 tháng với các cấp lớp khác nhau. Sự kiện có xu hướng xảy ra bên ngoài lớp học, với 1/2 số sự cố ước tính đã xảy ra vào khoảng giờ ăn trưa. Một nửa số học sinh bị ảnh hưởng là cheerleader hoặc cựu cheerleader.

### Mexico City (2007)
Năm 2007, gần Chalco, một khu ngoại ô của thành phố Mexico, rối loạn phân ly tập thể gây ra một đợt bùng phát các triệu chứng bất thường của nữ sinh (600) tại trường Children's Village School, một trường nội trú Công giáo. Các nữ sinh gặp khó khăn khi đi bộ, bị sốt và buồn nôn.

### Vinton, Virginia, Hoa Kỳ (2007)
Sự bùng phát các cơn co giật, nhức đầu và chóng mặt đã làm ít nhất chín nữ sinh và một giáo viên tại Trường Trung học William Byrd phải nhập viện. Triệu chứng kéo dài trong nhiều tháng trong bối cảnh hàng loạt các mối lo ngại về sức khoẻ cộng đồng tại địa phương.

### Brunei (2010)
Trong tháng 4 và tháng 5 năm 2010, các sự cố rối loạn phân ly tập thể xảy ra ở hai trường trung học phổ thông cho nữ sinh ở Brunei. Sự kiện đáng chú ý gần đây nhất đã xảy ra vào ngày 24 tháng 4 năm 2014 trong một trường trung học công lập. Hiện tượng này gây ra một làn sóng hoảng loạn của các bậc cha mẹ, các nhà giáo dục, và các thành viên của cộng đồng. Một số học sinh bị ảnh hưởng bởi hiện tượng này đã nói răng họ bị ác quỷ chiếm giữ thân thể, biểu hiện với các triệu chứng như la hét, đảo người, ngất và khóc.

### Tại Le Roy, bang New York
Ghi nhận 15 thiếu nữ ở Le Roy, bang New York đột nhiên mắc phải căn bệnh tai quái, với các triệu chứng như co giật, đau quằn quại và nôn ói, các bác sĩ không tìm thấy điều gì bất thường ở những cô gái này. Sau đó, nhiều người trưởng thành ở phía bắc bang California cũng miêu tả các cảm giác như kiến bò trên da và những triệu chứng khác. Các chuyên gia xếp những vụ này vào nhóm gọi là hội chứng rối loạn phân ly tập thể, chỉ những trường hợp rối loạn chuyển đổi, người bệnh trải qua các cảm giác thật do các triệu chứng tâm lý kích hoạt. Những cơn bộc phát thường xảy ra không dự báo trước. Hầu hết xảy đến ở những cá nhân nữ, thường dưới độ tuổi 20. Vẫn chưa rõ nguyên nhân tại sao hội chứng này thường chọn các cô gái trẻ. Một số người cho rằng có thể là do cách những nạn nhân này xử lý stress theo kiểu xã hội hóa. Những người bị lây bệnh cấp tốc có thể bị stress trong khoảng thời gian nào đó trong cuộc sống mà họ không nhận thức được.

### Trò chơi Charlie Charlie (2015)
Bốn thiếu niên ở Tunja, Colombia đã phải nhập viện, và một số thiếu niên ở Cộng hòa Dominica được xem là "bị Satan nhập hồn" sau khi chơi trò chơi Charlie Charlie Challenge.

### Hề kinh dị 2016
Các báo cáo của người dân về những anh hề kinh dị trong bộ trang phục ma quỷ ở Hoa Kỳ, Canada, và 18 quốc gia khác đã bị coi như là một trường hợp của rối loạn phân ly tập thể, với giải thích rằng chứng sợ ma quỷ (thường xảy ra ở trẻ em và người lớn) có thể là một nguyên nhân tiềm ẩn.

### Bắc Kạn, Việt Nam 2017
Ngày 15 tháng 12 năm 2017 tại trường Nà Bản, xã Xuân Lạc, huyện Chợ Đồn, Bắc Kạn, 9 học sinh của trường đã bị mắc một triệu chứng lạ đó chính là biểu hiện bất thường về nhận thức và sức khỏe như tự dưng ngất, nhảy nhót hoặc nói năng không kiểm soát; thậm chí có hành vi hung dữ. Khi tỉnh lại, các học sinh đều không nhớ gì, sinh hoạt, học tập, ăn uống bình thường. Những biểu hiện này kéo dài 5-10 phút, có trường hợp lâu đến một giờ. Ngày 18 tháng 12 năm 2017, các bác sĩ Bệnh viện Nhi Trung ương của Việt Nam đã đến Bắc Kạn tìm hiểu nguyên nhân các học sinh có biểu hiện tâm thần bất thường, nguyên nhân được xác định các học sinh có biểu hiện của bệnh rối loạn phân ly tập thể.